# Panewnicki Dziki Bieg
Panewnicki Dziki Bieg, Panewnicki Bieg Dzika − cykliczna impreza sportowa organizowana w Katowicach na terenie Lasów Panewnickich w dzielnicy Ligota-Panewniki, obejmująca bieg na dystans oraz nordic walking.
Organizatorem zawodów jest Akademia Wychowania Fizycznego im. Jerzego Kukuczki w Katowicach przy współpracy z Urzędem Miasta Katowice, Nadleśnictwem Katowice oraz Państwową Strażą Pożarną. Dyrektorem sportowym zawodów jest August Jakubik.
Zawody odbywają się na terenach leśnych na wschód od ul. Owsianej, na pętli o długości 4882m, którą można pokonać cztery razy. Impreza ma charakter otwarty. Mogą w niej brać udział amatorzy i osoby zrzeszone w klubach sportowych.
Organizatorzy jako cel imprezy określili promocję: Lasów Panewnickich i Międzynarodowego Roku Lasów 2011, spędzania wolnego czasu na sportowo, katowickiego AWF-u i miasta.

## Edycje

### 2011
Comiesięczne biegi odbyły się:
- 20 lutego 2011 (1 miejsce w półmaratonie − Adam Jagieła z KRS TKKF Jastrząb Ruda Śląska, 1 miejsce w nordic walking − Arkadiusz Kinke z Klubu Grzmiące Kije, uczestniczyło 56 zawodników)[5]
- 13 marca 2011 (1 miejsce w półmaratonie − Zbigniew Fijałkowski z KRS TKKF Jastrząb, wśród kobiet Joanna Żytkiewicz, bieg w nordic walking ukończyli Dariusz Czechowski i Jacek Witkowski, uczestniczyło 78 zawodników, w tym w nordic walking 18)[6]
- 17 kwietnia 2011 (1 miejsce w półmaratonie − Adam Sikora, wśród kobiet Katarzyna Szudy z KRS TKKF Jastrząb Ruda Śląska, 1 miejsce w nordic walking − Arkadiusz Kinke z Klubu Grzmiące Kije, wśród kobiet Anna Zmełty, uczestniczyło 63 zawodników w biegu, 25 w nordic walking)[7]
- 15 maja 2011 (1 miejsce w półmaratonie − Dariusz  Smaczyński z MOSiRu  Czeladź, wśród kobiet Beata Ochman z Rudy Śląskiej, uczestniczyło 41 zawodników)[8]
- 19 czerwca 2011 (1 miejsce w półmaratonie − Krzysztof Szwed z WKB Meta w Lublińcu, wśród kobiet Marlena Gruda, 1 miejsce w nordic walking − Patryk Gajewski, wśród kobiet Agnieszka Nowak, uczestniczyło 63 zawodników w biegu, 19 w nordic walking)[9]
- 17 lipca 2011 (1 miejsce w półmaratonie − Adam Sikora, wśród kobiet Dorota Wyleciał z Truchtacza Mysłowice, 1 miejsce w nordic walking − Tomasz Jędrzejko z Bystrej, wśród kobiet Barbara Jędrych ze Skierniewic, uczestniczyło 62 zawodników w biegu, 13 w nordic walking)[10]
- 21 sierpnia 2011 (1 miejsce w półmaratonie − Adam Sikora, wśród kobiet Dorota Wyleciał z Truchtacza Mysłowice, 1 miejsce w nordic walking − Urszula Cieśla z Katowic, uczestniczyło 76 zawodników w biegu, 15 w nordic walking)[11]
- 11 września 2011 (1 miejsce w półmaratonie − Jarosław Prokop z KRS TKKF „Jastrząb” Ruda Śląska, wśród kobiet Dagmara Owczarek z Vege Soul Jelenia Góra, 1 miejsce w nordic walking − Bogdan Ścibirz z TKKF Saturn Czeladź, wśród kobiet Bożena Kopeć z Truchtacza Mysłowice; uczestniczyło 98 zawodników w biegu, 29 w nordic walking)[12]
- 9 października 2011 (1 miejsce w półmaratonie − Ireneusz Waluga z Team 360°, wśród kobiet Magdalena Janowska ze Ślimaka Bytków, 1 miejsce w nordic walking − Arkadiusz Klinke z Grzmiące Kije, wśród kobiet Katarzyna Grygiel; uczestniczyło 61 zawodników w biegu, 25 w nordic walking)[12]
- 13 listopada 2011 (1 miejsce w półmaratonie − Michał Kwieciński z Siemanowic Śląskich, wśród kobiet Sandra Mikołajczyk z Siemianowic Śląskich, 1 miejsce w nordic walking − Maciej Majcherczyk z Grzmiące Kije, wśród kobiet Elżbieta Szelka z AKMB „Pędziwiatr” Gliwice; uczestniczyło 108 zawodników w biegu, 20 w nordic walking)[12]
- 11 grudnia 2011 (1 miejsce w półmaratonie − Mirosław Połeć z KRS TKKF „Jastrząb”  Ruda Śląska, wśród kobiet Magdalena Janowska ze Ślimaka Bytków, 1 miejsce w nordic walking − Arkadiusz Klinke, wśród kobiet Elżbieta Szelka z AKMB „Pędziwiatr” Gliwice; uczestniczyło 116 zawodników w biegu, 24 w konkurencji nordic walking)[13]

### 2012
Biegi miały miejsce:
- 22 stycznia 2012 (1 miejsce w półmaratonie − Kamil Czapla z Krzeszowa, wśród kobiet Magdalena Janowska ze Ślimaka Bytków, 1 miejsce w nordic walking − Romuald Mikołajczyk z KWK Wieczorek Katowice, wśród kobiet Bogusława Kupibida; uczestniczyło 100 zawodników w biegu, 17 w konkurencji nordic walking)[14]